# Ágis II
Ágis II (ca. 468 a.C. — ca. 398 a.C.) foi rei da cidade grega de Esparta de 427 a.C. até 400 a.C., pertenceu à Dinastia Euripôntida. Ele sucedeu a seu pai Arquídamo II, mas não foi sucedido por um filho, porque, após a sua morte, Leotíquides, filho da sua esposa Timaea, foi acusado de ser filho do ateniense Alcibíades e não de Ágis. Seu sucessor, então, foi seu meio-irmão Agesilau II que recebeu apoio de Lisandro. Como comandante militar durante a Guerra do Peloponeso invadiu a Ática mais de uma vez e foi criticado em Esparta por não ter aproveitado a oportunidade de destruir Argos (Grécia). Teve grande rivalidade com Pausânias de Esparta, co-rei que chegou a denunciar sem sucesso.